# إدجايلسون ناسيمينتو دا سيلفا
إدجايلسون ناسيمينتو دا سيلفا المعروف بـجايلسون مواليد 9 أكتوبر 1992 في البرازيل، هو لاعب كرة قدم برازيلي لعب سابقاً في نادي نجران ونادي الطائي.

## روابط خارجية
- إدجايلسون ناسيمينتو دا سيلفا على موقع قاعدة بيانات كرة القدم.إي يو (الإنجليزية)
- إدجايلسون ناسيمينتو دا سيلفا على موقع Soccerway.com (الإنجليزية)